# 오일러 삼각형 정리

오일러 삼각형 정리와 그에 필요한 보조선, 보조점들

기하학에서 오일러 삼각형 정리(Euler三角形定理, 영어: Euler's triangle theorem)는 삼각형의 외심과 내심 사이의 거리를 외접원과 내접원의 반지름을 통해 나타내는 정리이다.

## 정의
주어진 삼각형의 외접원의 반지름을 {\displaystyle R}, 내접원의 반지름을 {\displaystyle r}라고 하고, 외심과 내심 사이의 거리를 {\displaystyle d}라고 하자. 오일러 삼각형 정리에 따르면, 다음이 성립한다.
{\displaystyle d^{2}=R(R-2r)}
특히, 다음과 같은 부등식이 성립한다.
{\displaystyle R\geq 2r}
이 부등식에서 등호가 성립할 필요충분조건은 정삼각형이다.

## 증명
삼각형 {\displaystyle ABC}의 외심을 {\displaystyle O}, 내심을 {\displaystyle I}라고 하고, {\displaystyle I}를 지나는 외접원의 지름을 {\displaystyle XY}라고 하자. {\displaystyle \angle A}의 이등분선의 연장선과 외접원의 교점을 {\displaystyle M}이라고 하고, {\displaystyle MO}의 연장선과 외접원의 교점을 {\displaystyle D}라고 하자. {\displaystyle I}를 지나는 {\displaystyle AC}의 수선의 발을 {\displaystyle E}라고 하자. 그렇다면 방멱 정리에 의하여
{\displaystyle AI\cdot IM=XI\cdot YI=(R-d)(R+d)=R^{2}-d^{2}}
이며, 또한 맨션 정리에 의하여 {\displaystyle BM=IM}이다. 삼각형 {\displaystyle AEI}와 {\displaystyle DBM}을 생각할 때, 호 {\displaystyle BM}의 원주각의 성질에 의하여
{\displaystyle \angle BDM=\angle BAM=\angle EAI}
이고, {\displaystyle DM}은 지름이므로
{\displaystyle \angle DBM=90^{\circ }=\angle AEI}
이다. 따라서 이 두 삼각형은 서로 닮음이며, 특히
{\displaystyle AI\cdot BM=DM\cdot EI=2Rr}
가 성립한다. 이 결과들을 연립하면
{\displaystyle R^{2}-d^{2}=2Rr}
를 얻는다.